# Неформалы
Неформа́лы — общее название для представителей различных групп и субкультурных молодёжных движений в СССР 80-90-х годов XX века.
Определение «неформа́л» (укор. «не́фор») происходит от словосочетания «неформальные объединения молодёжи», возникшего в противопоставление «формальным»: комсомольской организации и другим, санкционированным властью. Первоначально слово «неформал» носило достаточно ярко выраженную негативную окраску и не являлось самоназванием представителей субкультур. До краха советской системы быть «неформалом» считалось психиатрическим заболеванием, «неформалов» отправляли на лечение, нередко принудительное.

## История

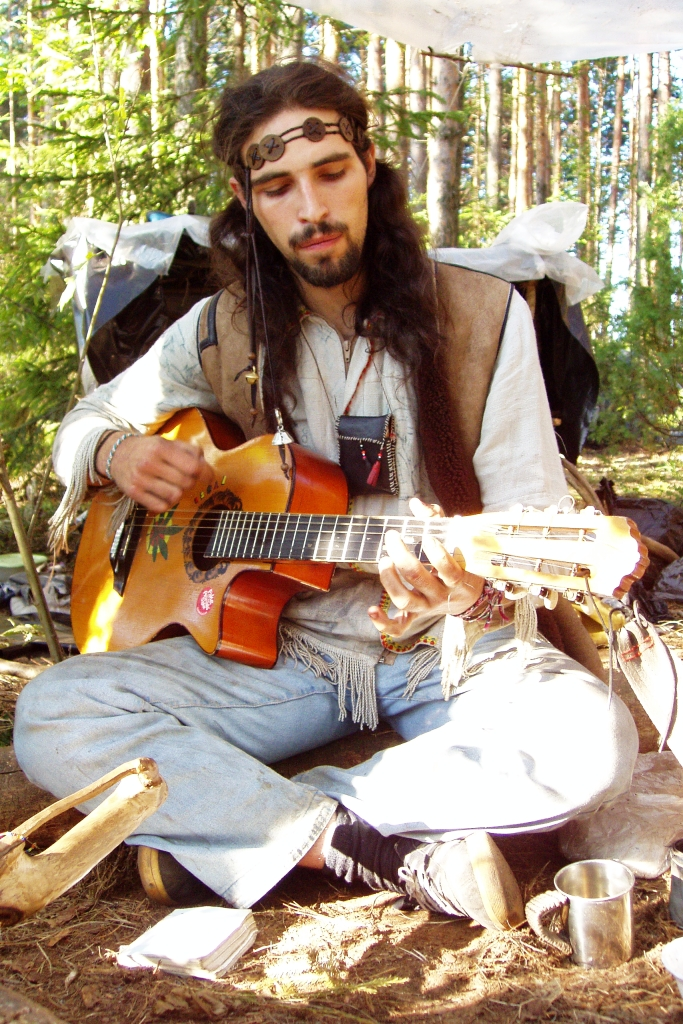
Хиппи

В СССР молодёжные субкультуры в целом не отличались большим разнообразием. Причинами этого, вероятно, были цензура, недоступность зарубежной музыки и периодики, невозможность создания неподконтрольных комсомолу молодёжных клубов. Наиболее массовым и заметным молодёжным движением с конца 1970-х до начала 1990-х годов явилась так называемая «Система» — контркультурное, демонстративно-карнавальное движение, субкультура которого была основана на двух контркультурных стилях: хипповском и панковском.
Главной характерной особенностью молодёжной субкультуры является её обособленность, отстранённость, часто демонстративная, эпатажная, от культурных ценностей старших поколений, национальных традиций. В массовом сознании восприятие молодёжной субкультуры часто имеет негативный характер. На этом фоне молодёжная субкультура со своими специфическими идеалами, модой, языком, искусством всё чаще ложно оценивается как контркультура. Другой характерной особенностью современной молодёжной субкультуры является преобладание потребления над творчеством. Это весьма негативная особенность, потому что по-настоящему приобщение к культурным ценностям происходит лишь в активной самостоятельной культуротворческой деятельности. Третьей характерной особенностью молодёжной субкультуры можно назвать её авангардность, устремлённость в будущее, часто — экстремальность. Зачастую эти черты сочетаются с отсутствием серьёзного фундамента исторических и культурных традиций.
Характерными аксессуарами неформалов (по преимуществу хиппи) считались:
- фенечки (браслеты из ниток или бисера),
- банданы,
- рваные джинсы.

Кроме «Системы», к «неформалам» относили и близкие по духу движения — КСП (клубы самодеятельной песни), «Фэндом». Неформалы вызывали жёсткое неприятие у основной массы населения, что часто выливалось в стычки и драки. Основными врагами неформалов были люберы (подростки-«качки»). Неформалы старались избегать встреч с ними, даже будучи в численном превосходстве (самое крупное столкновение было в 1987 году на Крымском мосту, много народу с обеих сторон было скинуто в воду). Движение люберов просуществовало несколько лет и в 1990 года распалось, уступив место нарастающим неформалам.
В связи с началом Перестройки примерно с 1986 года советские газеты обратили внимание на неформальные объединения молодёжи. О них обычно писали критически, как о чём-то странном. В 1988 году появились первые книги об этом явлении, которые предназначались для комсомольских активистов, работающих с молодежью.
В начале 1990-х «Система» распалась на несколько относительно независимых субкультур (панки, металлисты, готы, ролевики и так далее) и перестала существовать как целостное движение.
После 1990 года неформальное движение практически исчезло, так как политизированная оппозиционно настроенная молодёжь получила возможность открыто заниматься политической деятельностью, а молодые поклонники тех или иных западных музыкальных стилей перестали преследоваться властями и отношение к ним в обществе улучшилось.

## Неформальные субкультуры в СССР

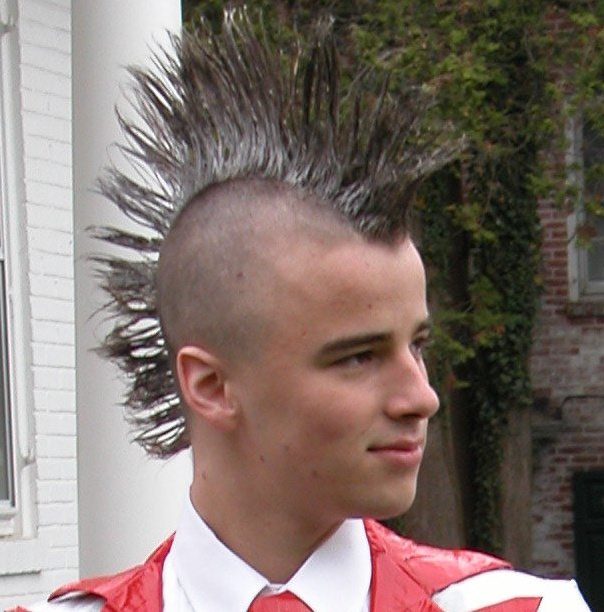
Панковский ирокез

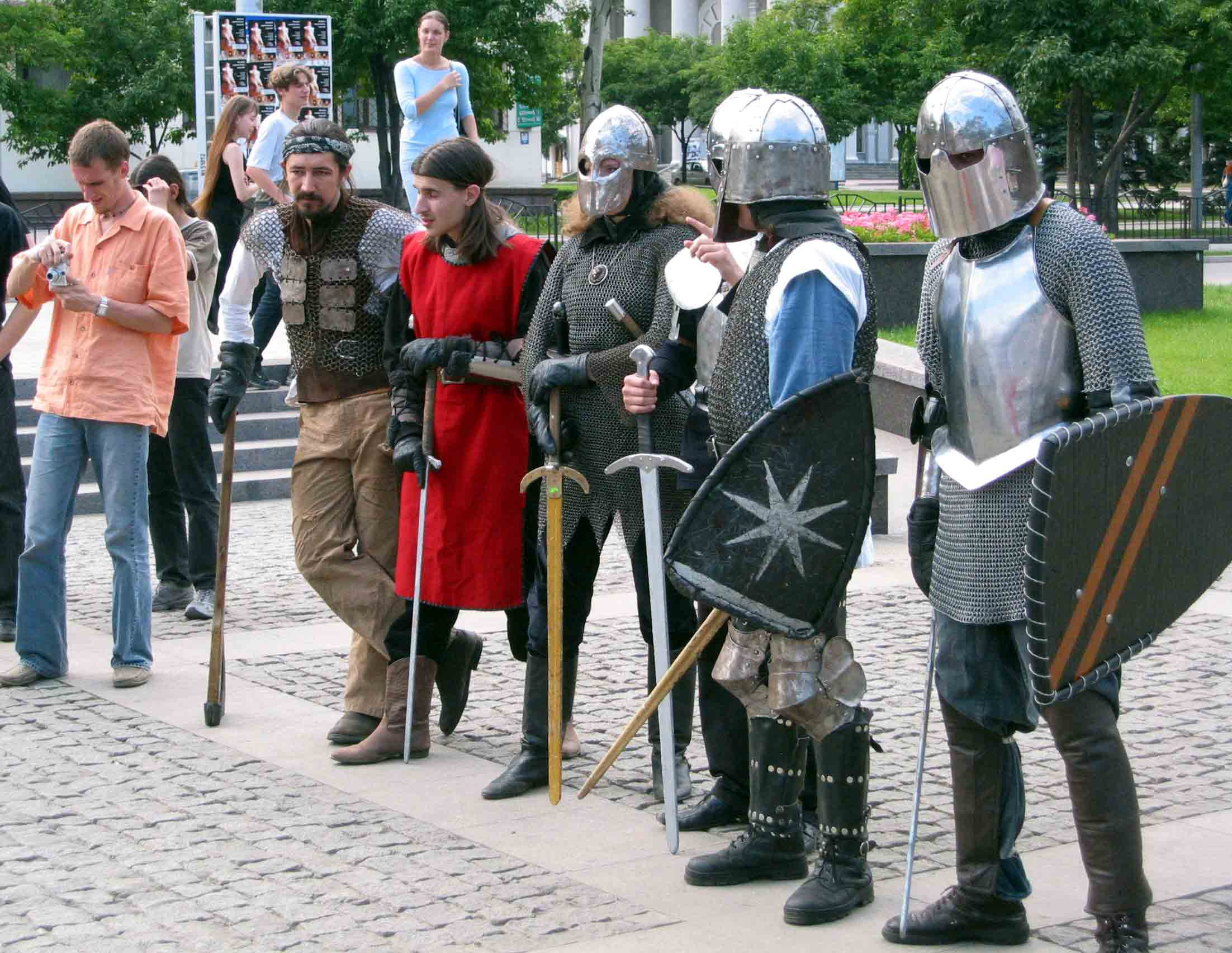
Ролевики

В СССР молодёжные субкультуры протестного и экстремального характера в целом были малоразвиты и имели крайне узкий круг адептов; широкое распространение имели субкультуры активно-созидательного, романтического и альтруистического направления. Причиной этого, вероятно, была высокая степень изоляции групп молодёжи друг от друга и от общества в целом, широкий охват общей массы молодёжи множеством клубов по интересам, доступность учреждений культуры, массовое внедрение в школах официальной идеологии позитивной направленности («человек человеку друг, товарищ и брат»), официальная цензура и отсев протестного и негативного материала. В то же время косность официальной власти и идеологии приводила к возникновению протестных настроений также и в субкультурах позитивной направленности.
Неформалов можно было разделить на две основные категории: «общественников» и «эстетов». К «общественникам» можно отнести активистов различных дискуссионных клубов, изучавших какое-либо общественно значимое явление на уровне хобби. К «эстетам» можно отнести молодёжь, которая интересовалась различной западной музыкой.
При этом следует учитывать, что рок-музыку в СССР вплоть до перестройки преследовали. В 1964 году в официальном журнале «Музыкальная жизнь» говорилось: «„Битлз“ — ещё одно из многочисленных средств, используемых на Западе для одурманивания молодежи, отвлечения её от серьёзных общественных задач…». В советской печати было опубликовано о «битлах» несколько резко критических статей и фельетонов. В начале 1980-х годов преследование рок-музыки усилилось. Так, в 1983 году ленинградский хиппи, гитарист и певец Валерий Баринов, который со своей рок-группой «Трубный зов» записал альбом христианской тематики, был насильственно госпитализирован в психиатрическую больницу после того, как эти записи передало зарубежное радио. В августе 1984 года в Москве были арестованы участник группы «Воскресение» Алексей Романов и звукорежиссёр Александр Арутюнов, которым инкриминировалась «частнопредпринимательская деятельность»: их обвиняли в том, что они выступали на платных концертах и распространяли собственные записи. Уже в апреле 1986 года милиция сорвала «квартирный» концерт группы «Аквариум» в Москве: были задержаны около 180 человек, десятки из них потом были отчислены из институтов и техникумов.
Наиболее распространёнными в СССР молодёжными субкультурами были:
- Металлисты
- Панки
- Байкеры
- Стиляги
- Хиппи

### Образ жизни

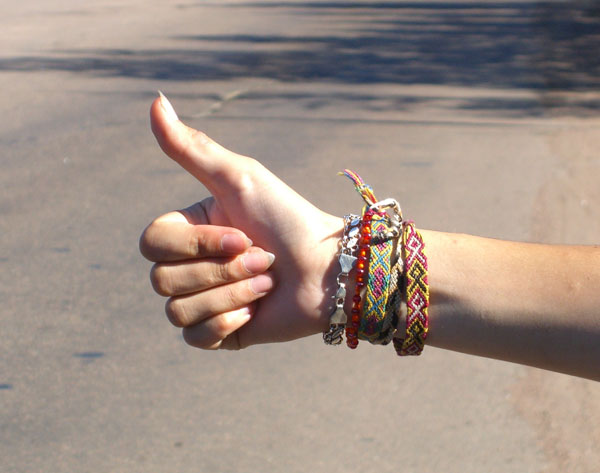
Международный символ автостопа

Характерными элементами которого являлись:
- сейшены (от англ. session) — «квартирные» или подпольные концерты;
- автостоп — путешествия;
- сквоты — самовольный захват заброшенных зданий и создание коммун;
- тусовки — традиционные места встреч.